# دار الذراع (يريم)

تعديل مصدري - تعديل

دار الذراع محلة تابعة لقرية العارضة، التابعة لعزلة بني مسلم بمديرية يريم إحدى مديريات محافظة إب في الجمهورية اليمنية.، بلغ تعداد سكانها 75 حسب تعداد اليمن لعام 2004.